# Sommer-Paralympics 2008/Teilnehmer (Israel)
| stlisierte Goldmedaille | stlisierte Silbermedaille | stlisierte Bronzemedaille |
| ----------------------- | ------------------------- | ------------------------- |
| —                       | 5                         | 1                         |

Israel nahm mit 45 Sportlern an den Sommer-Paralympics 2008 im chinesischen Peking teil.
Fahnenträger bei der Eröffnungsfeier war der Schwimmer Izhar Cohen. Am erfolgreichsten war die Schwimmerin Inbal Pezaro mit drei Silbermedaillen.

## Teilnehmer nach Sportarten

### Bogenschießen
Männer
- Amit Dror

### Leichtathletik
Männer
- Gai Ben Dor
- Offer Ben Dor
- Beza Nebeva-Simei

### Radsport
Männer
- Nati Groberg

### Reiten
Männer
- Omer Ben Dor

### Rollstuhlbasketball
| Männer |
| --- |
| - Oon Igan Allon Dor - David Drai - Lior Dror - Ron Furman - Shay-Refael Haim - Liran Hendel - Avraham Lehrman - Dotan Meishar - Ariel Ottolenghi - Rotem Philipps - Roei Rozenberg - Eyal Sar Tov |

### Rollstuhltennis
Frauen
- Ilanit Fridman

Männer
- Boaz Kramer
- Shraga Weinberg

| Doppel (Silber )                |
| ------------------------------- |
| - Boaz Kramer - Shraga Weinberg |

### Rudern
Frauen
- Pascal Bercovitch
- Anastasia Dobrovolski
- Shir Kalmanovitz
- Mari Kogan

Männer
- Igor Kogan
- Reuven Magnagey
- Eli Nawi, 1x  (Einer, Klasse A)
- Genady Sapoznikov
- Andrew Zuhbaia

### Schießen
Männer
- Doron Shaziri, 1x  (Freies Gewehr 50 Meter, Klasse SH1)

### Schwimmen
Frauen
- Keren Leibovitch
- Inbal Pezaro, 3x  (100 Meter + 200 Meter Freistil, Klasse S5; 100 Meter Brust, Klasse SB4)
- Inbal Schwartz

Männer
- Lioz Amar
- Ziv Better
- Izhar Cohen
- Iyad Shalabi

### Segeln
Männer
- Dror Cohen
- Arnon Efrati
- Benny Vexler

### Tischtennis
Männer
- David Altaraz
- Liran Geva
- Zeev Glikman
- Shmuel Shur